# Novi svijet
 Ovo je glavno značenje pojma Novi svijet. Za druga značenja pogledajte Novi svijet (razdvojba).
Novi svijet je jedno od imena koje se koristi za Ameriku. Ovaj termin se počeo koristiti krajem 15. stoljeća, kada su Ameriku otkrili Europljani. Prije ovog otkrića, Europljani su smatrali da se svijet sastoji od Europe, Azije i Afrike, tj. Stari svijet. Ovaj izraz se koristi za kopneno područje Amerike, a ne za povijesni period.
Kada se Kristofor Kolumbo vratio u Europu 1493. sa svoga prvog putovanja, 1. studenog te godine Pietro Martire D'anghiera ga je u pismu nazvao "otkrivačem Novog svijeta" (lat. novi orbis). Martire je ovaj izraz koristio i u drugom pismu, kao i u knjizi Na novom svijetu (De orbe novo).
Ovaj izraz je koristio i Giovanni da Verrazano, 1524. u svom dnevniku putovanja uzduž Sjeverne Amerike.
Budući da se izraz "Novi svijet" smatra izrazito europskim, njegova upotreba je bitno smanjena zadnjih desetljeća. Danas se ovaj izraz koristi većinom u povijesnom kontekstu, kao i u biologijskom, npr. vrste Starog i Novog svijeta.
Dok se obično Amerika smatra Novim svijetom, Australazija se može smatrati Starim, Novim ili Najnovijim svijetom, zavisno od konteksta. Budući da je flora i fauna ovog područja bitno drugačija od one u Starom i Novom svijetu, ovo se smatra zasebnim područjem.

## Poveznice
- Velika geografska otkrića
- Kristofor Kolumbo
- Amerika